# 小行星7790
小行星7790（英語：7790 Miselli）是一颗围绕太阳公转的小行星。1995年2月28日，Stroncone在斯特龙科内发现了此天体。
这颗小行星的绝对星等为44.48057386483899等。